# Lisbon (Maine)
Pour les articles homonymes, voir Lisbon.
Lisbon est une ville située dans l’État américain du Maine, dans le comté de Androsscoggin.

## Population
Selon le recensement de 2000, sa population est de 9 077 habitants. 

## Histoire
La communauté faisait initialement partie de Bowdoin, un canton au sein de l'achat de Kennebec. Mais parce que les déplacements pour assister aux réunions du village étaient difficiles, le 22 juin 1799, la cour générale du Massachusetts divisa Bowdoin en deux avec la création de Thompsonborough. Les résidents, toutefois, furent vite insatisfaits avec le long nom. En conséquence, le lieu fut rebaptisé Lisbon en 1802, d'après Lisbonne au Portugal. En 1808, Lisbon annexa le reste de la petite rivière Plantation, faisant partie de l'achat Pejepscot comme Lisbon Falls. En 1840, une partie de Lisbon a été défini comme Webster.
Avec un terrain fertile et le sol facilement cultivable, l'agriculture a été la première industrie de la région. La scierie et le moulin étaient construits à l'aide d'alimentation eau. Le plus grand moulin de brique fut suivi de la fabrication de textiles. En 1864, le Worumbo Mill a été créé pour produire de la laines, et resta un employeur principal jusqu'à ce qu'elle soit détruite en 1987. Aujourd'hui, les petits moulins de la ville sont essentiellement un dortoir pour des entreprises comme Bath Iron Works.
La Lisbon Falls High School est inscrite au Registre national des lieux historiques depuis 2007.

## Source
- (en) Cet article est partiellement ou en totalité issu de l’article de Wikipédia en anglais intitulé « Lisbon, Maine » (voir la liste des auteurs).

1. ↑  (en) National Register of Historic Places - Lisbon Falls High School sur nps.gov